# Gerhard Richter (Wirtschaftswissenschaftler)
Gerhard Richter (* 8. September 1920 in Leipzig; † 7. August 2014 in Berlin) war ein deutscher Wirtschaftswissenschaftler und Hochschullehrer. 

## Leben und Werk
Gerhard Richter studierte, promovierte an der Universität Leipzig 1952 zum Dr. rer. oec. und 1958 habilitierte er sich. 1958 wurde er als Arbeitswissenschaftler Professor mit Lehrauftrag für allgemeine Statistik und Industriestatistik an der Universität Leipzig. 
Er ruht in einem halbanonymen Grabfeld auf dem Berliner Georgen-Parochial-Friedhof II. 

## Schriften (Auswahl)
- Fachkunde für Ziegler am Ringofen. Leipzig 1952.
- Grundfragen der Messung der Arbeitsproduktivität. Berlin 1953.
- Téglaégetés körkemencében. Budapest 1956.
- Grundfragen der Arbeitsproduktivität und ihrer Messung. Berlin 1956.
- Fragen der Arbeitsproduktivität in der Industrie unter besonderer Berücksichtigung des Einflusses der vergegenständlichten Arbeit. 1958.
- Intensivierung und Effektivität. Berlin 1978.